# ینگه‌قلعه (فاروج)
ینگه قلعه یا در اصل ینگی قلعه روستایی در دهستان سنگر بخش مرکزی شهرستان فاروج استان خراسان شمالی ایران است.
این روستا یکی از قدیمی ترین روستاهای منطقه است.ومرکز دهستان سنگر.
نام روستا به زبان ترکی ینگی قلعه به معنای قلعه نو جدید و تازه است .پسوند میانکوه هم بعدها توسط ارگانهای دولتی برای جداسازی این روستا از سایر ینگی قلعه های دیگر که در منطقه هستند اضافه شده است .

## جمعیت
بر پایه سرشماری عمومی نفوس و مسکن در سال ۱۳۹۵ جمعیت این مکان ۴۰۸ نفر (۱۲۴خانوار) بوده‌است.